# Hoplopleura mendezi
Hoplopleura mendezi är en insektsart som beskrevs av Johnson 1972. Hoplopleura mendezi ingår i släktet Hoplopleura och familjen gnagarlöss. Inga underarter finns listade i Catalogue of Life.